# Парк культуры и отдыха имени Горького (Таганрог)
Парк культуры и отдыха им. Горького — городской парк в Таганроге. Расположен на Петровской улице.
Официальное наименование учреждения — муниципальное автономное учреждение «Центр культурно-досуговой деятельности».

## География
На сегодняшний день Парк культуры и отдыха им. Горького расположен на территории, ограниченной Петровской улицей, Социалистической улицей, Большим Садовым переулком, Канатной улицей и Малым Садовым переулком.

## История парка
2 (14 апреля) 1806 года по представлению таганрогского градоначальника барона Б. Б. Кампенгаузена было получено разрешение на создание в городе Аптечного сада. 30 июня 1806 года землемер Ростовского уезда инженер Шаржинский представил план сада, часть которого отводилась под аптечные плантации, другая под посадку фруктовых и декоративных деревьев и виноградников. Летом и осенью были произведены земляные работы, для которых использовались арестанты острога. Были спланированы плантации, несколько аллей и дорожек, вырыты колодцы, построены помещения для сторожей и хранения инструмента, проведены первые посадки растений.
А. П. Чехов в 1887 году писал о саде в письме сестре: «Был в саду. Играла музыка. Сад великолепный. Круг битком набит». Писал о саде Чехов и в нескольких своих произведениях. В 1909 году сад был полностью вырублен и засажен новыми деревьями. В 1934 году сад стал парком, и ему было присвоено имя А. М. Горького. Парк несколько раз удостаивался звания «Лучший парк культуры и отдыха».
В 2008 году был принят разработанный «ДонПроектРеставрацией» «План реконструкции и благоустройства» парка, включавший в себя, помимо прочего, и строительство в глубине парка роллердрома. В октябре 2012 года в Парке Горького гастролировал передвижной дельфинарий Воронежского океанариума. В июле 2014 года администрацией парка была заварена калитка парка, выходящая на Канатную улицу. Данное решение было мотивировано поведением жителей окрестных районов, выбрасывавших мусор на территорию парка.

## Шахматный павильон
Впервые шахматно-шашечный павильон начал работать в парке в мае 1928 года, представляя собой одну из террас одноэтажного читального павильона, построенного в 1927 году. В 1992 году павильон был перестроен и отдан под кафе. 4 августа 2012 года здание было реконструировано и торжественно открыто в качестве шахматного павильона. На церемонии его открытия присутствовали вице-премьер правительства России А. В. Дворкович и губернатор Ростовской области В. Голубев. На церемонии открытия В. Голубев выступил с предложением организовать в этом павильоне ближайшей осенью шахматный турнир на Кубок губернатора.
В Шахматном павильоне после реконструкции также проводятся художественные и фото-выставки.

## «Таганрогский трамвай»
В августе 2021 года на месте старой танцплощадки в парке открылось арт-пространство «Таганрогский трамвай», инициатором и спонсором создания которого выступила компания «Синара — Городские транспортные решения Таганрог». Проект разработан специалистами из Санкт-Петербурга, ранее создавшими объекты в парке 300-летия Санкт-Петербурга и ЦПКиО им. С. Кирова. На участке площадью в 1680 кв. м был обновлён асфальт и сделан косметический ремонт ограждений, возведён летний кинотеатр со сценой под открытым небом и установлены новые фонари, фотозоны, скамейки и шезлонги. Новая зона стала местом проведения кинопоказов, концертов и спортивных мероприятий. Знаковым объектом пространства является отремонтированный чешский трамвайный вагон Tatra T3 1966 года выпуска, перекрашенный в красный цвет аналогично новым трамваям Таганрога, в котором проводятся творческие мастер-классы для детей. Также на территории пространства работают точки быстрого питания.

## Галерея

Парк им. Горького (главный вход).
Парк им. Горького.
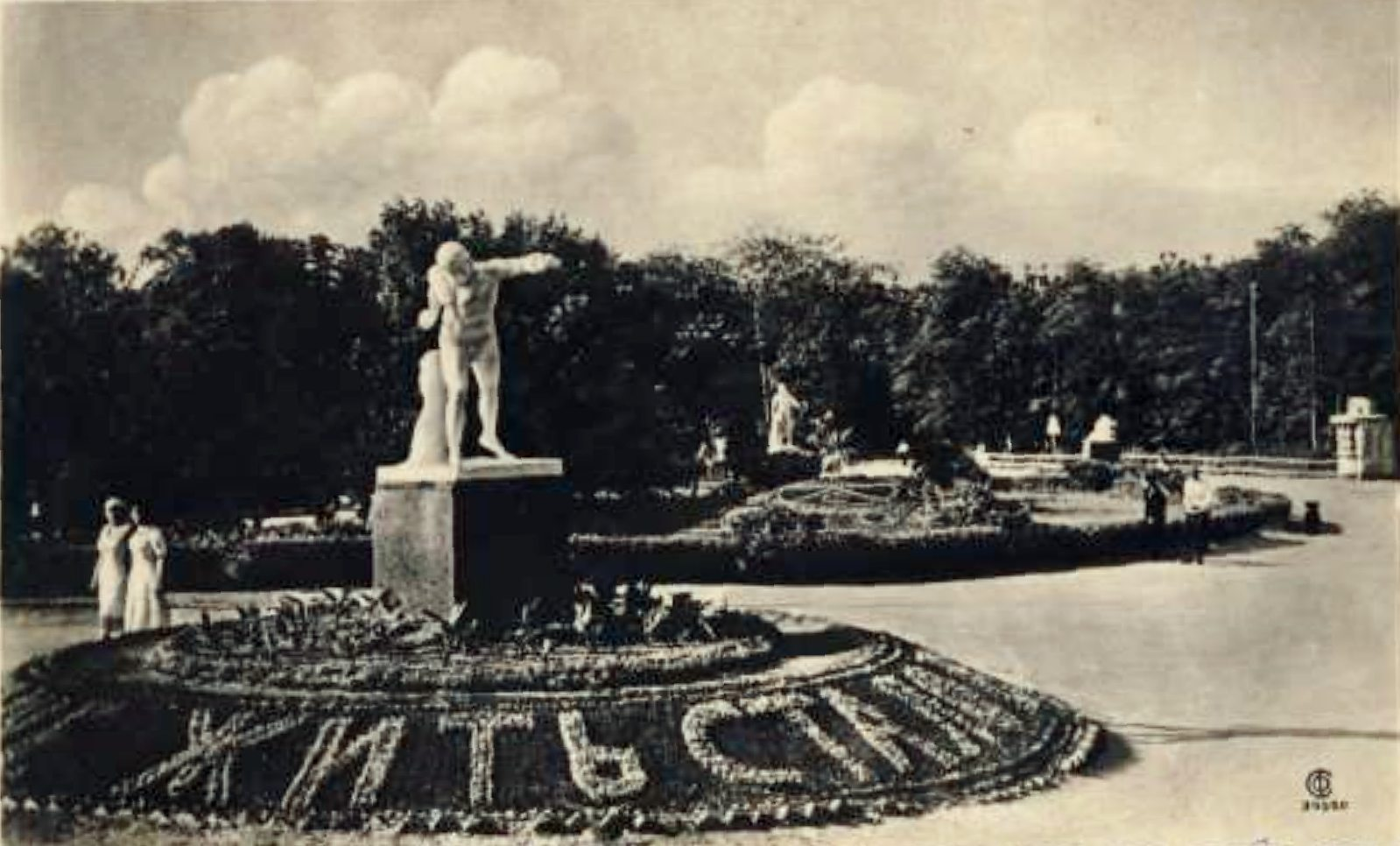
Уголок парка, 1936 г.
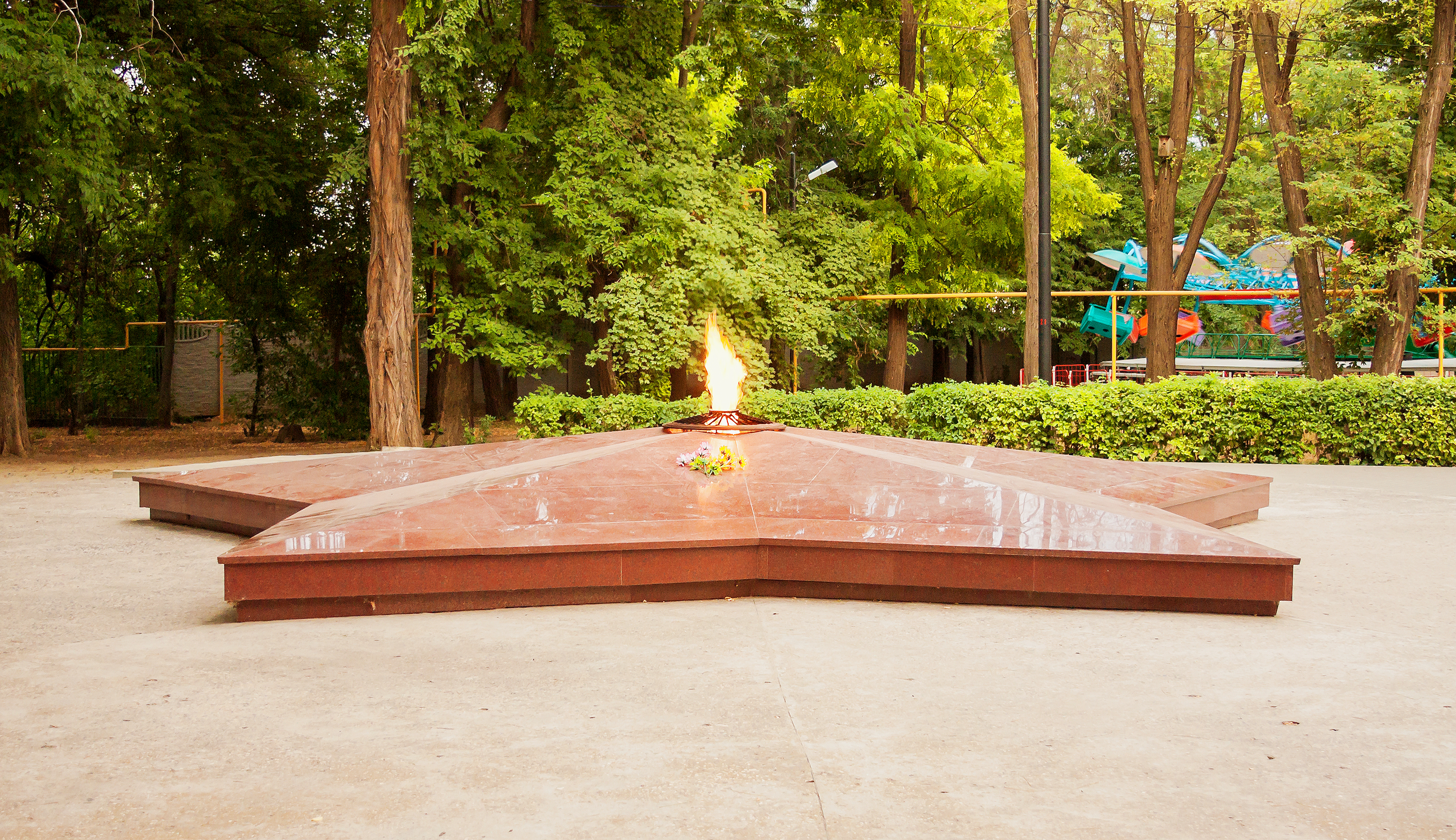
Вечный огонь в парке имени Горького
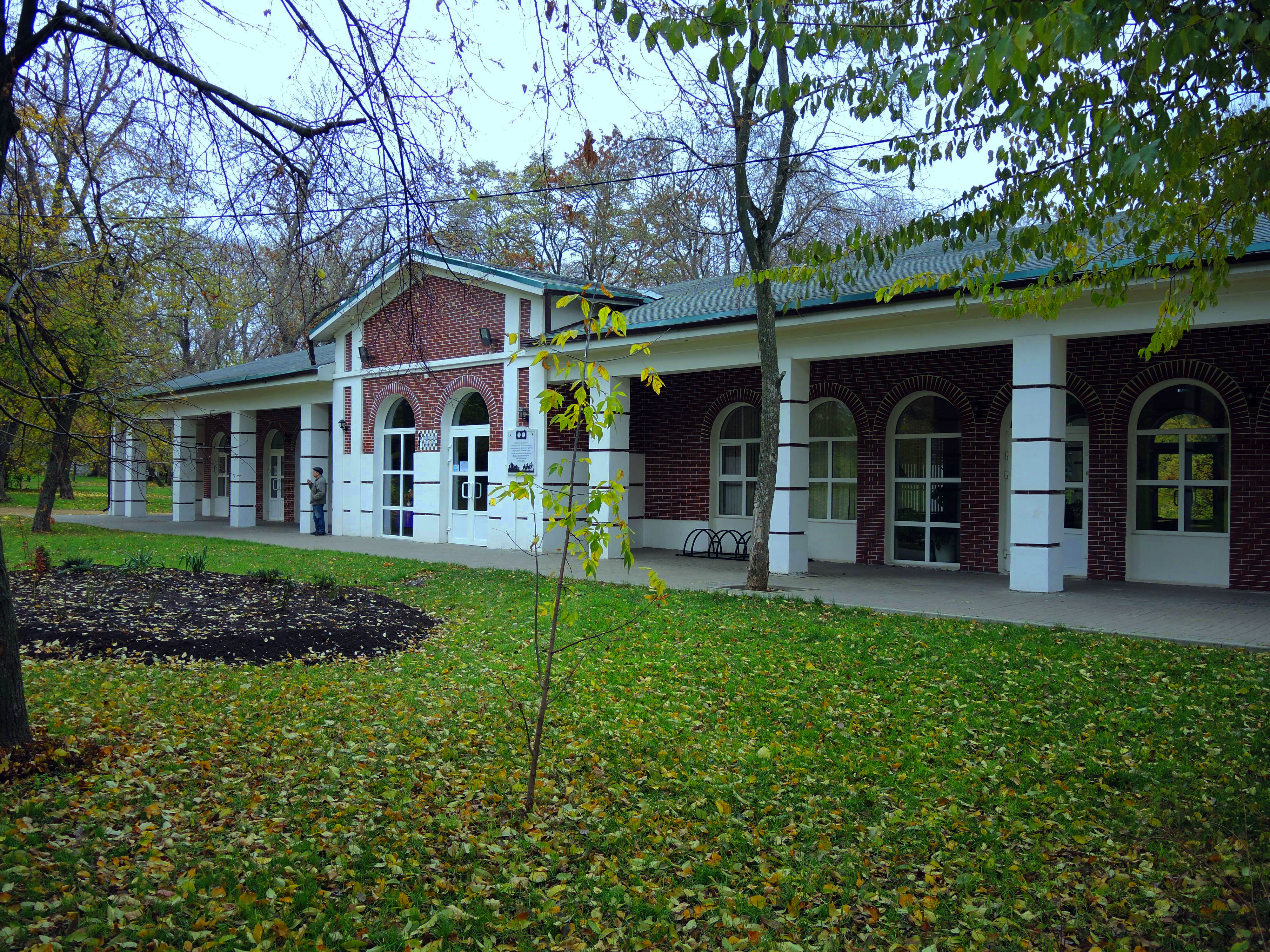
Шахматный павильон в парке имени Горького